# (34613) 2000 UR13
2000 يو أر 13 (ويعرف أيضًا باسم (34613) 2000 يو أر 13 وفق تسمية الكوكب الصغير) (بالإنجليزية: 2000 UR13)‏ هو كويكب ضمن حزام الكويكبات؛ وترتيبه 34613 من حيث الاكتشاف.
اكتُشف هذا الجُرم الفلكي بواسطة سبيس واتش في 27 أكتوبر 2000.

## وصلات خارجية
- (34613) 2000 UR13 في قاعدة بيانات مختبر الدفع النفاث لأجرام النظام الشمسي الصغيرة

- الاكتشاف · مخطط المدار ·  العناصر المدارية · المعلمات المادية

- (34613) 2000 UR13 على موقع ويكي سكاي: DSS2, SDSS, GALEX, IRAS, Hydrogen α, X-Ray, Astrophoto, Sky Map, Articles and images